# Peter de Greef (journalist)
Peter de Greef (Den Haag, 20 juli 1969) is een Nederlandse journalist.
Hij studeerde maatschappijgeschiedenis in Rotterdam en koos voor de journalistiek na een ontmoeting met Jan Blokker. 
Na omzwervingen bij NRC Handelsblad en Trouw werd hij in 1998 verslaggever voor de Volkskrant. Voor die krant verzorgde hij in de periode 2003-juni 2007 elke maandag een rechtbankrubriek. In september 2004 kreeg hij een eervolle vermelding van de jury van de Persprijs Jacques van Veen, de driejaarlijkse prijs voor rechtbankverslaggeving. De jury noemde De Greef een 'rechtbankverslaggever pur sang' en roemde zijn aandacht voor de jeugdrechtspraak. Ook in 2007 behoorde hij tot de genomineerden. Bij die gelegenheid omschreef de jury zijn werk als 'exemplarisch', omdat hij navolging had gekregen in andere kranten. De jury sprak dan ook van 'het genre-De Greef'.
In augustus 2007 werd hij chef van het katern Hart en ziel van de Volkskrant; het katern verdween in april 2009. Vanaf 2010 maakt De Greef deel uit van de eindredactie.

## Publicaties
- In 1999 verscheen van zijn hand de SCP-publicatie Politieke versiertoer, een analyse van de gemeenteraadsverkiezingen 1998 in Asten, Dordrecht, Heerenveen en Hoorn.
- In een andere SCP-publicatie, over niet-stemmers (2002), portretteerde Peter de Greef 26 niet-stemmers op basis van uitgebreide interviews.
- In 2005 kwam De losgeslagen zoon van Klaas Bruinsma uit, een bundel met rechtbankverslagen.